# Helmut Scheffler
Helmut Scheffler (* 1928 in Leipzig; † 2008) war ein deutscher Astronom.
Scheffler wurde 1953 an der Humboldt-Universität Berlin promoviert (Der Intensitätsabfall am Sonnenrand im Ultraviolett und die Temperaturschichtung in der Sonnenatmosphäre). Er habilitierte sich 1958 (Streuung von Radiowellen in der Sonnenkorona und die Mitte-Rand-Variation der ruhigen solaren Meterwellenstrahlung), war Mitarbeiter am Astrophysikalischen Observatorium in Potsdam und später Observator an der Landessternwarte Heidelberg-Königstuhl und 1963 bis 1991 Professor für Astronomie an der Universität Heidelberg.
Von ihm stammen bedeutende Arbeiten zum Strahlungstransport in der äußeren Sonnenatmosphäre, atmosphärische Sichtverhältnisse und die Struktur des interstellaren Mediums. Von ihm stammen Astronomie-Lehrbücher mit Hans Elsässer.
Der Asteroid (2485) Scheffler wurde nach ihm benannt.

## Schriften (Auswahl)
- mit Johannes V. Feitzinger: Sterne und interstellare Materie, in: Bergmann-Schaefer Lehrbuch der Experimentalphysik, Band 8, De Gruyter 2002
- Interstellare Materie: Eine Einführung, Vieweg, Teubner, 1988
- mit Hans Elsässer: Physik der Sterne und der Sonne, BI 1982
- mit Hans Elsässer: Bau und Physik der Galaxis, BI, 1982
  - Englische Übersetzung: Physics of the galaxy and interstellar matter, Springer 1987